# Williamsport (Indiana)
Williamsport – miasto w Stanach Zjednoczonych, w stanie Indiana, siedziba administracyjna hrabstwa Warren.